# Пустовойтенко, Николай Куприянович
Николай Куприянович Пустовойтенко (1911, Гоптаровка, Кондратовский сельсовет или Севастополь, Таврическая губерния — 1972) — краснофлотец, старшина команды мотористов подводной лодки М-32. 23 июня 1942 практически в одиночку спас судно от гибели, обеспечив всплытие.

## Биография
Николай Пустовойтенко родился в 1911 году в селе Гоптаровка Беловского района Курской губерни. В 1933 году поступил на службу в ВМФ. После окончания курса боевой подготовки Николай был направлен служить на Черноморский флот в качестве старшины команды мотористов подводной лодки М-32. Во время войны Николай Пустовойтенко принял участие в восьми боевых походах и одном транспортном рейсе в осаждённый Севастополь.
21 июня 1942 года лодка М-32 вышла во второй транспортный рейс в Севастополь, в который уже не могли прорываться надводные корабли из-за действий вражеской авиации. Вечером 22 июня она прибыла в Стрелецкую бухту, стала под разгрузку. Бензин был откачан, однако пары успели распространиться по кораблю. Приняв на борт 8 человек — двух военных корреспондентов, двух офицеров гидрографического отдела флота, двух раненых офицеров и двух женщин, около 2 часов ночи 23 июня подводная лодка отошла от пирса для дифферентовки. «М-32» погрузилась на глубину 6 метров, через 15 минут после погружения в центральном посту субмарины произошел взрыв паров бензина. Переборки были задраены и горение продолжалось всего 3—5 секунд, однако на подводной лодке оказалась повреждена радиорубка и часть радиооборудования. В третьем отсеке субмарины пять человек получили ожоги открытых частей тела (лица и рук). Через полтора часа наступил рассвет. В светлое время суток подводная лодка в надводном положении не могла выйти из бухты — она попадала бы под огонь вражеской артиллерии. До темноты оставалось 17 часов.
«М-32» легла на грунт на 35-метровой глубине у выхода из Стрелецкой бухты. Внутри корабля воздух был насыщен парами бензина. Экипаж достаточно быстро получил отравление. Скоро в работоспособном состоянии осталось трое — командир капитан-лейтенант Н. А. Колтыпин, старшина группы Пустовойтенко и краснофлотец Сидоров. Пустовойтенко теряющий сознание командир приказал во что бы то ни стало продержаться до 21 часа. Старшина дождался назначенного времени, но привести в чувство командира не смог. Пустовойтенко самостоятельно продул среднюю цистерну, и субмарина всплыла под рубку. Открыв люк, от потока свежего воздуха старшина стал терять сознание. Пустовойтенко успел задраить люк и упал вниз. Подводная лодка оставалась никем не управляемой ещё два часа, течением её прибило к берегу у Херсонесского маяка. Через приоткрытый кормовой люк (его отдраил, будучи в невменяемом состоянии, командир БЧ-5 Медведев) в подводную лодку поступала вода, залившая трюм VI отсека и главный электромотор. Вскоре Пустовойтенко пришел в себя и вынес наверх командира субмарины. Пока командир не очнулся, старшина пустил судовую вентиляцию, задраил кормовой люк, откачал воду из трюма, продул главный балласт и привел в чувство электрика Кижаева, которого поставил на вахту к электростанции. Подводная лодка стояла на мели носом к берегу. Очнувшийся командир скомандовал «задний ход», но ещё не совсем пришедший в себя электрик дал «вперед». Подводная лодка ещё крепче села на камни, сломав при этом вертикальный руль, после чего он мог перекладываться только влево. К членам экипажа постепенно возвращалось сознание. Рулевой Гузий предложил стянуть лодку с мели, запустив дизель — очевидное решение, которое не приходило капитану в голову: его сознание всё ещё окончательно не прояснилось. Гузин совместно с Пустовойтенко запустили дизель, дав сразу 600 оборотов. Лодка прошла по камням и вышла на чистую воду. Обогнув Херсонесский маяк, она взяла курс на Новороссийск. При работающем дизеле вентиляция в лодке действовала на полную мощность, и воздух вскоре очистился.
М-32 благополучно прибыла в Новороссийск утром 25 июня. Благодаря главному старшине Пустовойтенко подводная лодка не погибла. За этот подвиг он был награждён орденом Красного Знамени.
После этого похода Н. Пустовойтенко продолжал службу на М-32, совершив на ней ещё четыре боевых похода, всего за службу 16 походов. Получил звание мичмана. Демобилизовавшийся по окончании войны работал в Севастополе на Большом плавучем доке СПД-16. Умер Николай Пустовойтенко в 1972 году. Похоронен на Мемориальном кладбище советских воинов в пос. Дергачи в Севастополе.

## Награды
- орден Ленина (15.04.1946)[6]
- два ордена Красного Знамени (18.09.1942[6], 26.10.1955[6])
- орден Отечественной войны I степени (18.09.1942)[7]
- два ордена Красной Звезды (28.10.1942[6], 15.11.1950[6])
- медали в том числе:
  - Медаль Ушакова (СССР) (24.05.1945)[6]
  - Медаль «За боевые заслуги» (30.04.1945)[6]
  - Медаль «За оборону Севастополя»
  - Медаль «За оборону Кавказа»

## Память
- Подвигу Н. Пустовойтенко посвящён рассказ писателя Л. С. Соболева «Держись, старшина!» из сборника 1942 года, Сталинская премия 1943 года[8].
- Подвигу посвящен стенд в Музее Черноморского флота в Севастополе с личными вещами и наградами.
- Именем «Николай Пустовойтенко» был назван большой морозильный рыболовный траулер (БМРТ) Севастопольского производственного объединения рыбной промышленности «Атлантика» Министерства рыбного хозяйства СССР[1].
- В 2021 году по истории подвига Пустовойтенко киностудией Artel Films снят фильм «Воздух» проекта «Про людей и про войну».[9]